# Miguel Portillo (periodista)
Miguel Portillo (Madrid; 18 de noviembre de 1981) es un periodista deportivo y narrador de carreras español especializado en automovilismo.
Formó parte del equipo de DAZN F1 como narrador de F2, F3 y la Porsche Supercup.

## Biografía
Estudió la Licenciatura de Periodismo en la Universidad CEU San Pablo de 1999 a 2005 y luego cursó un Master de Relaciones Internacionales y Comunicación durante el curso 2006/07.
Tras finalizar sus estudios Portillo quiso trabajar como corresponsal y se dedicó a la economía en el diario El Mundo. Su pasión por el Motorsport y la narración lo llevó a trabajar como redactor en Mediaset España para Telecinco.
Posteriormente en 2008 Portillo pasó al Grupo Mediapro del canal La Sexta, que entonces tenía los derechos televisivos de la F1. De 2010 a 2013 fue presentador del programa MarcaMotor y narrador de los entrenamientos libres en el canal Marca TV del periódico deportivo Marca.
Desde 2014 pertenece al grupo Telefónica y en el año 2017 retransmitió las carreras de la Temporada 2017 de Fórmula 1 junto al expiloto Pedro de la Rosa. En la temporada 2018 es relegado a las labores de comentarista de la F2, F3 y Porsche Supercup, siendo sustituido por el actual narrador de Fórmula 1 Antonio Lobato.
Desde 2021 Portillo forma parte del equipo de DAZN F1, encargándose de narrar las carreras de Fórmula 2, Fórmula 3 y la Porsche Supercup, competiciones en las que ya tenía experiencia, junto al expiloto Roldán Rodríguez. Viaja en algunas carreras si se ausenta Melissa Jiménez o Albert Fàbrega.